# Johannes Schalekamp
Johannes Arnoldus Schalekamp (Leeuwarden, 12 januari 1919 – Groningen, 12 juli 2001) was een Nederlands ondernemer en uitgever van kranten.
Hij maakte in de jaren zestig en zeventig van de twintigste eeuw furore met zijn eigen stadspostbedrijf, de Leeuwarder Stadspost. Met dat bedrijf bracht hij zijn eigen postzegels uit, wat leidde tot enige rechtszaken. Aldus trok hij de belangstelling van diverse media.
Zijn publiciteitskantoor gaf destijds ook het Leeuwarder Weekblad uit, dat vanaf 14 juli 1976 opging in het blad Huis aan Huis.